# Northern Super League
La Northern Super League, Super Ligue du Nord, nella sua denominazione in lingua francese e indicata anche con la sigla NSL, è il massimo livello professionistico del campionato canadese femminile di calcio.
Il torneo, di proprietà e organizzato da Project 8 Sports, ha cadenza annuale, con inizio approssimativamente in Primavera e conclusione in autunno, e vede la partecipazione, al campionato inaugurale 2025, di sei squadre: Template:Calcio femminile Halifax Tides, Montreal Roses, Template:Calcio femminile Toronto, Template:Calcio femminile Calgary Wild, Ottawa Rapid e Vancouver Rise.

## Squadre

### Organico attuale
All'edizione 2025 partecipano le seguenti sei squadre:
- Template:Calcio femminile Halifax Tides
- Montreal Roses
- Template:Calcio femminile Toronto
- Template:Calcio femminile Calgary Wild
- Ottawa Rapid
- Vancouver Rise